# Tolsti Vrh pri Mislinji
Tolsti Vrh pri Mislinji – wieś w Słowenii, w gminie Mislinja. W 2018 roku liczyła 159 mieszkańców.